# Port lotniczy Shijiazhuang-Zhengding
Port lotniczy Shijiazhuang-Zhengding (IATA: SJW, ICAO: ZBSJ) – port lotniczy obsługujący Shijiazhuang, w prowincji Hebei, w Chińskiej Republice Ludowej.

## Linie lotnicze i połączenia
| Linia Lotnicza            | Kierunek |
| ------------------------- | --- |
| Air China                 | 1. Chengdu-Tianfu 2. Hohhot |
| Beijing Capital Airlines  | 1. Chifeng 2. Dazhou 3. Guangzhou 4. Haikou 5. Harbin 6. Kunming 7. Lianyungang 8. Lijiang 9. Nankin 10. Osaka-Kansai 11. Sanya 12. Songyuan 13. Urumczi 14. Wenzhou 15. Xiamen 16. Xi’an 17. Zhangjiakou 18. Zunyi |
| Chengdu Airlines          | 1. Changchun 2. Chengdu-Tianfu 3. Guiyang 4. Hohhot 5. Qinhuangdao |
| China Eastern Airlines    | 1. Dalian 2. Hefei 3. Huai’an 4. Kunming 5. Lanzhou 6. Nanchang 7. Ordos 8. Szanghaj-Pudong 9. Yinchuan |
| China Express Airlines    | 1. Chengde 2. Chengdu-Tianfu 3. Chongqing 4. Zhangjiakou |
| China Southern Airlines   | 1. Dalian 2. Guangzhou 3. Urumczi |
| China United Airlines     | 1. Baicheng 2. Baotou 3. Foshan 4. Fuzhou 5. Hulun Buir 6. Harbin 7. Huizhou 8. Szanghaj-Pudong 9. Taizhou 10. Wenzhou 11. Yanji |
| Colorful Guizhou Airlines | 1. Guiyang-Longdongbao 2. Luzhou 3. Yibin |
| GX Airlines               | 1. Yichang |
| Hainan Airlines           | 1. Dalian 2. Fuzhou 3. Haikou 4. Lanzhou 5. Nanchang 6. Qionghai 7. Shihezi 8. Urumczi |
| Hebei Airlines            | 1. Chengde 2. Chengdu-Tianfu 3. Chongqing 4. Guangzhou 5. Guilin 6. Guiyang 7. Haikou 8. Hangzhou 9. Hohhot 10. Hongkong 11. Korla 12. Kunming 13. Lanzhou 14. Mianyang 15. Nanchang 16. Nankin 17. Nantong 18. Ningbo 19. Osaka-Kansai 20. Sanya 21. Szanghaj-Hongqiao 22. Szanghaj-Pudong 23. Shenyang 24. Shenzhen 25. Urumczi 26. Wenzhou 27. Xiamen 28. Zhangjiakou 29. Zunyi     |
| Jeju Air                  | 1. Pusan 2. Seul-Inczon |
| Kunming Airlines          | 1. Kunming 2. Qinhuangdao |
| Lucky Air                 | 1. Harbin 2. Kunming |
| Okay Airways              | 1. Changchun 2. Shenzhen |
| Qingdao Airlines          | 1. Xishuangbanna |
| Shandong Airlines         | 1. Urumczi 2. Yantai 3. Zhuhai |
| Shenzhen Airlines         | 1. Nanchang 2. Shenzhen |
| Sichuan Airlines          | 1. Chengdu-Shuangliu |
| Spring Airlines           | 1. Beihai 2. Changchun 3. Chengdu-Tianfu 4. Chongqing 5. Dalian 6. Guangzhou 7. Guilin 8. Guiyang 9. Hulun Buir 10. Hangzhou 11. Harbin 12. Jieyang 13. Kunming 14. Lanzhou 15. Mang 16. Nanning 17. Ningbo 18. Seul-Inczon 19. Szanghaj-Hongqiao 20. Shenzhen 21. Tokio-Narita 22. Tongliao 23. Urumczi 24. Xiamen 25. Yancheng 26. Yinchuan 27. Zhangjiakou 28. Zhanjiang 29. Zhuhai |
| Tianjin Airlines          | 1. Dalian |
| Tibet Airlines            | 1. Chengdu-Shuangliu 2. Lanzhou 3. Lhasa |
| VietJet Air               | 1. Nha Trang |
| West Air                  | 1. Chongqing |